# Saint-André-de-Messei
Pour les articles homonymes, voir Saint-André.
Saint-André-de-Messei est une commune française, située dans le département de l'Orne en région Normandie, peuplée de 522 habitants.

## Géographie
La commune se situe sur l'axe Flers - La Ferté-Macé. L'ouest du territoire est occupé par le bois de Messei.
| Messei        | Messei                 | Échalou, Saires-la-Verrerie |
| Le Châtellier | Saint-André-de-Messei  | Saires-la-Verrerie          |
| Banvou        | La Ferrière-aux-Étangs | Saires-la-Verrerie          |

### Hydrographie
La commune est située dans le bassin Loire-Bretagne. Elle est drainée par la Varenne, la Verrerie et le Varanne,,.
La Varenne, d'une longueur de 60 km, prend sa source dans la commune de Messei, à une altitude de 239 mètres, près du hameau de la Bédellerie, et se jette  dans la Mayenne à Ambrières-les-Vallées à une altitude de 94 mètres, après avoir traversé 17 communes. 

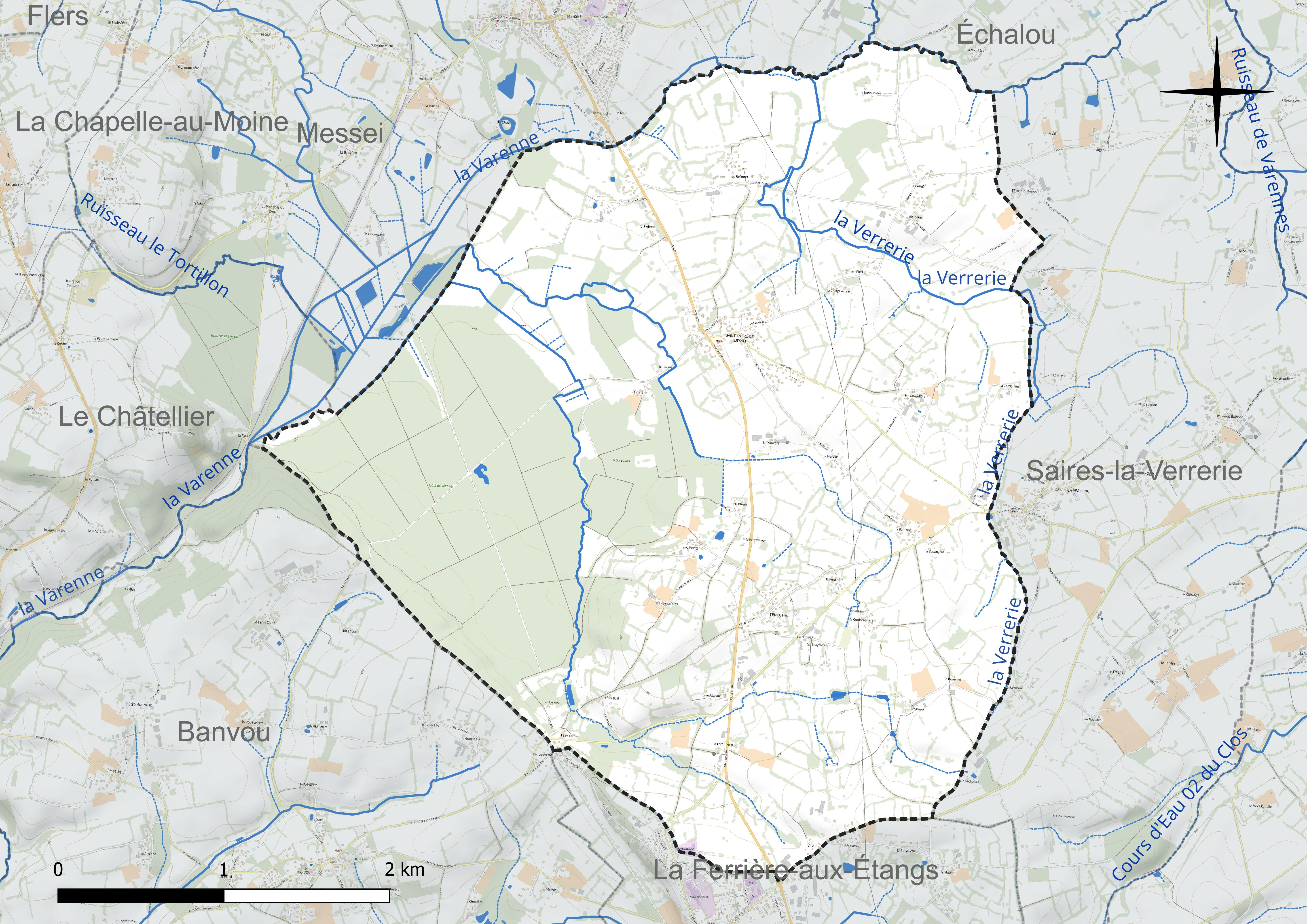
Réseau hydrographique de Saint-André-de-Messei.

### Climat
Pour des articles plus généraux, voir Climat de la Normandie et Climat de l'Orne.
En 2010, le climat de la commune est de type climat océanique franc, selon une étude du CNRS s'appuyant sur une série de données couvrant la période 1971-2000. En 2020, Météo-France publie une typologie des climats de la France métropolitaine dans laquelle la commune est exposée à un climat océanique et est dans la région climatique Normandie (Cotentin, Orne), caractérisée par une pluviométrie relativement élevée (850 mm/a) et un été frais (15,5 °C) et venté. Parallèlement le GIEC normand, un groupe régional d’experts sur le climat, différencie quant à lui, dans une étude de 2020, trois grands types de climats pour la région Normandie, nuancés à une échelle plus fine par les facteurs géographiques locaux. La commune est, selon ce zonage, exposée à un « climat contrasté des collines », correspondant au Bocage normand, bien arrosé, voire très arrosé sur les reliefs les plus exposés au flux d’ouest, et frais en raison de l’altitude.
Pour la période 1971-2000, la température annuelle moyenne est de 10 °C, avec une amplitude thermique annuelle de 13,3 °C. Le cumul annuel moyen de précipitations est de 948 mm, avec 13,8 jours de précipitations en janvier et 8 jours en juillet. Pour la période 1991-2020, la température moyenne annuelle observée sur la station météorologique la plus proche, située sur la commune de Briouze à 11 km à vol d'oiseau, est de 10,9 °C et le cumul annuel moyen de précipitations est de 920,5 mm,. Pour l'avenir, les paramètres climatiques de la commune estimés pour 2050 selon différents scénarios d’émission de gaz à effet de serre sont consultables sur un site dédié publié par Météo-France en novembre 2022.

## Urbanisme

### Typologie
Au 1er janvier 2024, Saint-André-de-Messei est catégorisée commune rurale à habitat dispersé, selon la nouvelle grille communale de densité à sept niveaux définie par l'Insee en 2022.
Elle est située hors unité urbaine. Par ailleurs la commune fait partie de l'aire d'attraction de Flers, dont elle est une commune de la couronne,. Cette aire, qui regroupe 38 communes, est catégorisée dans les aires de 50 000 à moins de 200 000 habitants,.

### Occupation des sols
L'occupation des sols de la commune, telle qu'elle ressort de la base de données européenne d’occupation biophysique des sols Corine Land Cover (CLC), est marquée par l'importance des territoires agricoles (81,8 % en 2018), une proportion sensiblement équivalente à celle de 1990 (82 %). La répartition détaillée en 2018 est la suivante : 
zones agricoles hétérogènes (40,4 %), prairies (37,5 %), milieux à végétation arbustive et/ou herbacée (14,8 %), terres arables (3,9 %), forêts (3 %), zones urbanisées (0,4 %). L'évolution de l’occupation des sols de la commune et de ses infrastructures peut être observée sur les différentes représentations cartographiques du territoire : la carte de Cassini (XVIIIe siècle), la carte d'état-major (1820-1866) et les cartes ou photos aériennes de l'IGN pour la période actuelle (1950 à aujourd'hui).

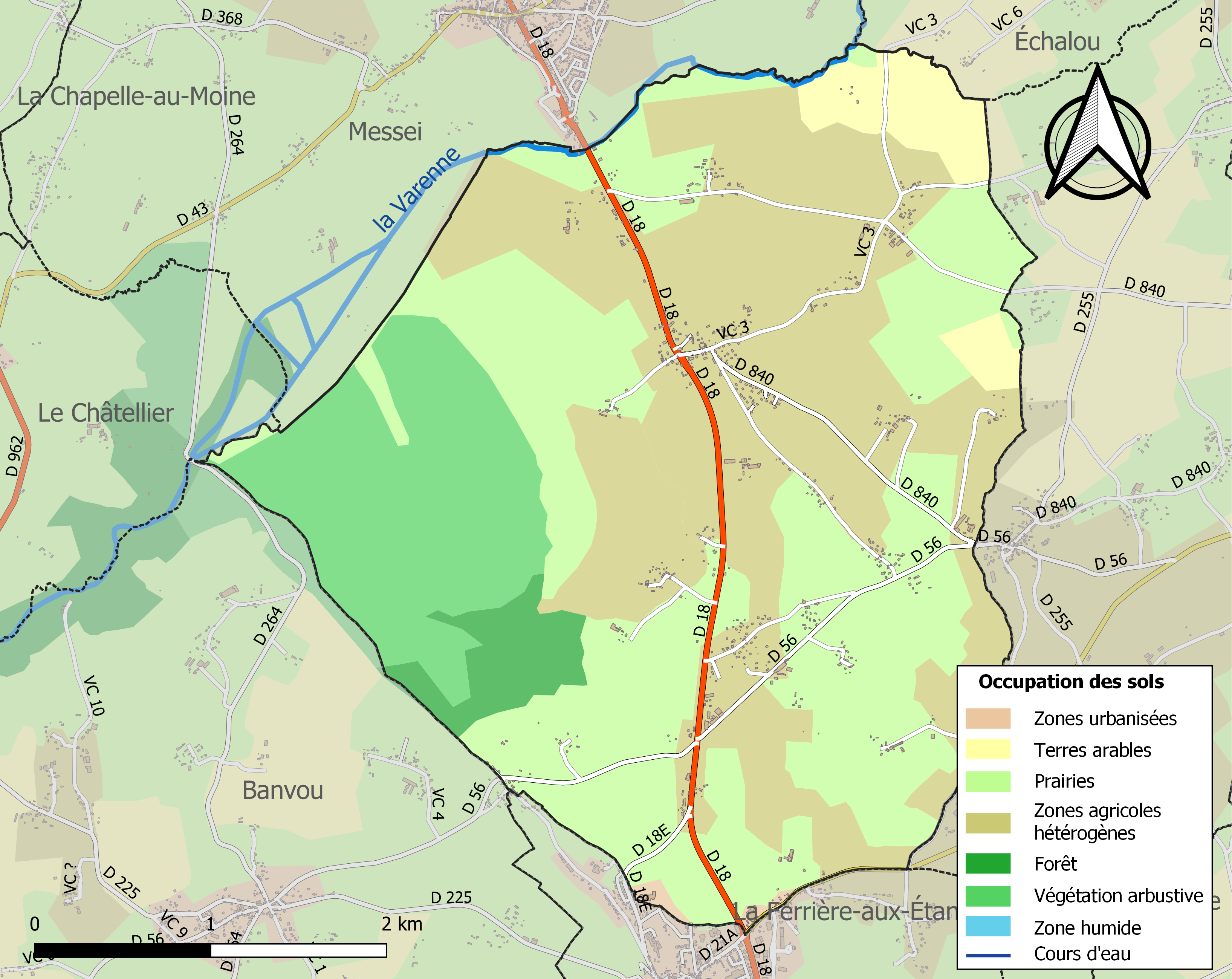
Carte des infrastructures et de l'occupation des sols de la commune en 2018 (CLC).

## Toponymie
Le nom de la localité est attesté sous la forme Sanctus Andreas de Messeyo vers 1335 et 1373, Saint André de Messé en 1793, Saint-André-de-Messey en 1801.
La paroisse était dédiée à l'apôtre André, « Premier appelé » par le Christ.
Messei est le nom de la localité voisine servant ici de locatif et évitant l'homonymie avec les autres Saint-André, notamment Saint-André-de-Briouze, très proche.
Le gentilé est Messendréen.

## Politique et administration
| Période                                  | Période   | Identité               | Étiquette | Qualité     |
| ---------------------------------------- | --------- | ---------------------- | --------- | ----------- |
| ?                                        | mars 2001 | Roger Jouenne          |           |             |
| mars 2001                                | mars 2008 | Madeleine Durand       | SE        |             |
| mars 2008                                | En cours  | Jean-Claude Guillemine | SE        | Agriculteur |
| Les données manquantes sont à compléter. |           |                        |           |             |

Le conseil municipal est composé de quinze membres dont le maire et deux adjoints.

## Démographie
L'évolution du nombre d'habitants est connue à travers les recensements de la population effectués dans la commune depuis 1793. Pour les communes de moins de 10 000 habitants, une enquête de recensement portant sur toute la population est réalisée tous les cinq ans, les populations de référence des années intermédiaires étant quant à elles estimées par interpolation ou extrapolation. Pour la commune, le premier recensement exhaustif entrant dans le cadre du nouveau dispositif a été réalisé en 2005.
En 2022, la commune comptait 522 habitants, en évolution de −8,58 % par rapport à 2016 (Orne : −3,21 %, France hors Mayotte : +2,11 %).
Saint-André-de-Messei a compté jusqu'à 694 habitants en 1851.
| 1793 | 1800 | 1806 | 1821 | 1831 | 1836 | 1841 | 1846 | 1851 |
| ---- | ---- | ---- | ---- | ---- | ---- | ---- | ---- | ---- |
| 475  | 523  | 514  | 558  | 605  | 598  | 597  | 615  | 694  |

| 1856 | 1861 | 1866 | 1872 | 1876 | 1881 | 1886 | 1891 | 1896 |
| ---- | ---- | ---- | ---- | ---- | ---- | ---- | ---- | ---- |
| 659  | 656  | 625  | 603  | 585  | 537  | 512  | 501  | 458  |

| 1901 | 1906 | 1911 | 1921 | 1926 | 1931 | 1936 | 1946 | 1954 |
| ---- | ---- | ---- | ---- | ---- | ---- | ---- | ---- | ---- |
| 411  | 379  | 330  | 304  | 308  | 294  | 284  | 293  | 336  |

| 1962 | 1968 | 1975 | 1982 | 1990 | 1999 | 2005 | 2006 | 2010 |
| ---- | ---- | ---- | ---- | ---- | ---- | ---- | ---- | ---- |
| 346  | 333  | 336  | 474  | 582  | 551  | 537  | 532  | 541  |

| 2015 | 2020 | 2022 | - | - | - | - | - | - |
| ---- | ---- | ---- | - | - | - | - | - | - |
| 571  | 529  | 522  | - | - | - | - | - | - |

## Lieux et monuments
- Église Saint-André en pierre, remaniée au XIXe siècle, portail plus ancien en tiers-point. Une statue du XVIe siècle représentant sainte Anne et la Vierge est classée à titre d'objet aux Monuments historiques[28].
- Campanile situé à 15 mètres de l'église.
- Portail relié à son « jumeau » à La Ferrière-aux-Étangs, par une ancienne route (voie gallo-romaine).

## Personnalités liées à la commune
- René Bansard (1904-1971), écrivain et archéologue, est mort à Saint-André-de-Messei.